# Conte Winterton
Conte Winterton è un titolo nobiliare inglese nella Parìa d'Irlanda.

## Storia
Il titolo venne creato nel 1766 per Edward Turnour, I barone Winterton, che fu parlamentare per Bramber nella Camera dei Comuni britannica. Turnour era già stato creato Barone Winterton, di Gort nella Contea di Galway, nel 1761, e venne creato Visconte Turnour, di Gort nella Contea di Galway, contestualmente all'elevazione a conte. Questi titoli vennero riconosciuti nella Parìa d'Irlanda. Nato Edward Turnour Garth, lord Winterton era figlio di Joseph Garth e di sua moglie Sarah (m. 1744), figlia di Francis Gee e di sua moglie Sarah, figlia a sua volta di Sir Edward Turnor, parlamentare per la costituente di Orford, figlio primogenito di Sir Edward Turnour, Speaker della Camera dei Comuni dal 1661 al 1671. Sua madre era la sola erede della fortuna dei Turnor ed alla sua morte nel 1744 egli assunse anche il cognome di Turnour con licenza reale.
Il pronipote di lord Winterton, il VI conte, fu un noto politico conservatore della sua epoca e rappresentante al parlamento della costituente di Horsham per quasi cinquant'anni nonché Sottosegretario di Stato per l'India e Cancelliere del Ducato di Lancaster. Nel 1951 venne creato Barone Turnour, di Shillinglee nella Contea del Sussex, nella Parìa del Regno Unito. Questo titolo si estinse alla sua morte nel 1962 ed egli venne succeduto nei suoi titoli irlandesi dal suo cugino di terzo grado, il VII conte, che viveva in Canada, così come del resto suo nipote, l'VIII conte, che gli succedette nel 1991.
L'antica sede della famiglia Turnour è a Shillinglee, nel West Sussex.

## Conti Winterton (1766)
- Edward Garth-Turnour, I conte Winterton (1734–1788)
- Edward Turnour, II conte Winterton (1758–1831)
- Edward Turnour, III conte Winterton (1784–1833)
- Edward Turnour, IV conte Winterton (1810–1879)
- Edward Turnour, V conte Winterton (1837–1907)
- Edward Turnour, VI conte Winterton (1883–1962)
- Ronald Chard Turnour, VII conte Winterton (1915–1991)
- (Donald) David Turnour, VIII conte Winterton (n. 1943)

L'erede presunto è il fratello minore dell'attuale detentore del titolo, Robert Charles Turnour (n. 1950).